# Carl M. Weideman
Carl May Weideman (* 5. März 1898 in Detroit, Michigan; † 5. März 1972 in Grosse Pointe Park, Michigan) war ein US-amerikanischer Politiker. Zwischen 1933 und 1935 vertrat er den Bundesstaat Michigan im US-Repräsentantenhaus.

## Werdegang
Carl Weideman besuchte die öffentlichen Schulen seiner Heimat und studierte danach bis zum amerikanischen Eintritt in den Ersten Weltkrieg an der University of Michigan in Ann Arbor. Dann besuchte er eine Offiziersschule der US Navy in Ann Arbor. Zwischen 1918 und 1922 war er Mitglied der Reserve dieser Waffengattung. Nach einem Jurastudium und seiner Zulassung als Rechtsanwalt begann er ab 1921 in Detroit in seinem neuen Beruf zu arbeiten. Politisch war Weideman Mitglied der Demokratischen Partei, deren regionale Parteitage in Michigan er zwischen 1932 und 1944 als Delegierter besuchte. Im Jahr 1940 war er auch Delegierter zur Democratic National Convention in Chicago, auf der Präsident Franklin D. Roosevelt für eine dritte Amtsperiode nominiert wurde.
Bei den Kongresswahlen des Jahres 1932 wurde Weideman im damals neugeschaffenen 14. Wahlbezirk von Michigan in das US-Repräsentantenhaus in Washington, D.C. gewählt, wo er am 4. März 1933 sein neues Mandat antrat. Da er im Jahr 1934 von seiner Partei nicht zur Wiederwahl nominiert wurde, konnte er bis zum 3. Januar 1935 nur eine Legislaturperiode im Kongress absolvieren. Dort wurden in dieser Zeit die ersten der New-Deal-Gesetze der Bundesregierung verabschiedet. Mit dem 21. Verfassungszusatz wurde der 18. Zusatzartikel aus dem Jahr 1919 wieder aufgehoben, der den Handel mit alkoholischen Getränken untersagt hatte.
Nach seinem Ausscheiden aus dem US-Repräsentantenhaus arbeitete Carl Weideman zunächst wieder als Anwalt in Detroit. Zwischen 1937 und 1950 fungierte er als Gerichtsbeauftragter (Court Commissioner) im Wayne County; zwischen 1950 und 1968 war er Richter im dritten Gerichtsbezirk seines Staates. Danach zog er sich in den Ruhestand zurück. Carl Weideman starb am 5. März 1972, seinem 74. Geburtstag, in Grosse Pointe Park und wurde auf dem Woodlawn Cemetery in Detroit beigesetzt.